# Espinasse-Vozelle
Espinasse-Vozelle is een gemeente in het Franse departement Allier (regio Auvergne-Rhône-Alpes) en telt 804 inwoners (2004). De plaats maakt deel uit van het arrondissement Vichy.

## Geografie
De oppervlakte van Espinasse-Vozelle bedraagt 18,0 km², de bevolkingsdichtheid is 44,7 inwoners per km².
De onderstaande kaart toont de ligging van Espinasse-Vozelle met de belangrijkste infrastructuur en aangrenzende gemeenten.

## Demografie
Onderstaande figuur toont het verloop van het inwonertal (bron: INSEE-tellingen).
Vanwege een beveiligingsprobleem met de MediaWiki Graph-software is het momenteel niet mogelijk deze grafiek weer te geven. Zodra de software is bijgewerkt zal de grafiek vanzelf weer zichtbaar worden.